# Mühlburg
Mühlburg é um bairro tradicional da cidade de Karlsruhe, na Alemanha. 

Pertence à freguesia administrativa de Mühlburg.

Tem cerca de 15 699 habitantes.